# 藤井智也
藤井 智也（ふじい ともや、1998年12月4日 - ）は、岐阜県岐阜市出身のプロサッカー選手。 Jリーグ・湘南ベルマーレ所属。 ポジションはミッドフィールダー（MF）。

## 来歴

### プロ入り前
中学時代は全く無名の選手でベンチを温めて過ごす日々が続き、引退試合はベンチ外であった。当時のレギュラー選手を見返すべく進学校の岐阜県立長良高校へ進み、文武両道の校風の中強みである1対1のマッチアップを磨いた。高校3年間で全国高等学校総合体育大会（インターハイ）・全国高等学校サッカー選手権大会共に県予選ではベスト8が最高成績であった。
高校サッカーの引退後、卒業生と顧問の伝手で立命館大学体育会サッカー部のセレクションを受験。立命館大のスポーツ推薦は全国大会での顕著な成績や年代別日本代表への選出歴が無ければ一般的に受験さえできず、高校まで全国的には無名の選手だった藤井には受験機会が与えられただけでも異例であったが、レギュラー格の選手との1対1で10戦10勝とアピールに成功、推薦入学を勝ち取った。入学後も1年時から出場機会を掴んで頭角を現し、3年次の関西学生サッカーリーグ・1部でアシスト王とベストイレブンを獲得。また、2019年7月3日の天皇杯2回戦の横浜F・マリノス戦では、相手守備陣を翻弄してアシストを記録し、Jクラブの評価を高めた。

### サンフレッチェ広島
2020年1月、2021年からのサンフレッチェ広島へ加入が内定し、同年2月に特別指定選手に承認された。同月16日、ルヴァンカップ・グループステージ第1節の横浜FC戦で途中出場し、公式戦デビューした。
2022年、開幕先発を掴んだが、8月以降は出場機会が少なくなった。

### 鹿島アントラーズ
2023年、鹿島アントラーズへ完全移籍。

### 湘南ベルマーレ
2024年12月24日、湘南ベルマーレへ完全移籍。

## 所属クラブ
- 長良西スポーツ少年団 (岐阜市立長良西小学校)
- 若鮎長良FC (岐阜市立長良中学校)
- 2014年 - 2016年 岐阜県立長良高等学校
- 2017年 - 2020年 立命館大学[3]
  - 2020年  サンフレッチェ広島 (特別指定選手)
- 2021年 - 2022年  サンフレッチェ広島
- 2023年 - 2024年  鹿島アントラーズ
- 2025年 -  湘南ベルマーレ

## 個人成績
| 国内大会個人成績 | 国内大会個人成績 | 国内大会個人成績 | 国内大会個人成績 | 国内大会個人成績 | 国内大会個人成績 | 国内大会個人成績 | 国内大会個人成績 | 国内大会個人成績 | 国内大会個人成績 | 国内大会個人成績 | 国内大会個人成績 |
| 年度             | クラブ           | 背番号           | リーグ           | リーグ戦         | リーグ戦         | リーグ杯         | リーグ杯         | オープン杯       | オープン杯       | 期間通算         | 期間通算         |
| 年度             | クラブ           | 背番号           | リーグ           | 出場             | 得点             | 出場             | 得点             | 出場             | 得点             | 出場             | 得点             |
| 日本             | 日本             | 日本             | 日本             | リーグ戦         | リーグ戦         | リーグ杯         | リーグ杯         | 天皇杯           | 天皇杯           | 期間通算         | 期間通算         |
| ---------------- | ---------------- | ---------------- | ---------------- | ---------------- | ---------------- | ---------------- | ---------------- | ---------------- | ---------------- | ---------------- | ---------------- |
| 2019             | 立命館大         | 15               | -                | -                | -                | -                | -                | 2                | 0                | 2                | 0                |
| 2020             | 広島             | 50               | J1               | 15               | 0                | 2                | 0                | -                | -                | 17               | 0                |
| 2021             | 広島             | 15               | J1               | 29               | 1                | 5                | 0                | 1                | 0                | 35               | 1                |
| 2022             | 広島             | 15               | J1               | 27               | 1                | 6                | 0                | 2                | 0                | 35               | 1                |
| 2023             | 鹿島             | 15               | J1               | 22               | 1                | 5                | 0                | 2                | 0                | 29               | 1                |
| 2024             | 鹿島             | 15               | J1               | 25               | 2                | 0                | 0                | 3                | 1                | 28               | 3                |
| 通算             | 日本             | 日本             | J1               | 118              | 5                | 18               | 0                | 8                | 1                | 144              | 6                |
| 通算             | 日本             | 日本             | 他               | -                | -                | -                | -                | 2                | 0                | 2                | 0                |
| 総通算           | 総通算           | 総通算           | 総通算           | 118              | 5                | 18               | 0                | 8                | 1                | 146              | 6                |

- 2020年は特別指定選手

- 公式戦初出場 - 2020年2月16日 ルヴァンカップ・グループステージ第1節 vs横浜FC（ニッパツ三ツ沢球技場）
- Jリーグ初出場 - 2020年7月4日 J1第2節 vsヴィッセル神戸（ノエビアスタジアム神戸）
- Jリーグ初得点 - 2021年12月4日 J1第38節 vs徳島ヴォルティス（ポカリスウェットスタジアム）

## タイトル

### クラブ
サンフレッチェ広島
- Jリーグカップ (2022年)

## 選抜歴
- 2017年 U-19全日本大学選抜
- 2019年 関西大学選抜